# Писар-секретар у Константинополі

Писар-секретар у Константинополі (англ. Seated Scribe ) малюнок-портрет, котрий створив венеційський художник Джентіле Белліні до 1481 року.

## Коротко про Ізабелу Стюарт Гарднер
Фінансово незалежна Ізабелла Гарднер відрізнялась ексцентричною поведінкою. Мандрувала містами Західної Європи. З допомогою американського знавця мистецтв Бернарда Беренсона викупала надзвичайно цінні твори мистецтва, що заповідала місту Бостон. Для своєї збірки побудувала особливе приміщення. За умовами заповіту, її збірка мала залишилася незмінною. Але музей після смерті філантропки Гарднер почав отримувати дари. Для зросшої колекції побудоване нове приміщення за проектом архітектора-італійця Ренцо Піано, одного з засновників архітектурного стилю хай-тек.

## Опис твору
Серед творів, придбаних у Європі, був і малюнок, котрий приписують венеційському художникові — Джентіле Белліні. Не всі сторінки життя і творчості митця достеменно відомі, що відкрило шлях до припущень і неточності. 
Венеція століттями торгувала з країнами арабського Сходу і була практично монополістом в торгівлі із Османською імперією. Територіальна наближеність до Туреччини не могла не вплинути на культуру Венеції — з її потягом до свят, театралізації побуту, до милування коштовними тканинами, до арабських килимів тощо. Унікальною була практика запрошення на працю в Стамбул-Константинополь італійських і венеційських майстрів. Серед них був і Джентіле Белліні, котрий виконав офіційні портрети Мехмеда ІІ. Але в художню практику митця входило і спостереження за екзотичним для венеційця турецьким побутом. Так виник малюнок «Писаря-секретаря в Константинополі», на стилістику якого вплинули турецькі і перські мініатюри. Це відбилося в використані особливого паперу і золота в створенні малюнка. Митець, вихований на звучних кольорових гамах венеційських мозаїк і тогочасного живопису, і в малюнку з секретарем узяв кольори в їх повну силу, надзвичайно точно відтворивши коштовний парчовий халат секретаря з багатим візерунком, його пояс і незвичний комір бузкового кольору. В композиції і позі персонажа присутні, однак, риси західноєвропейських художніх досягнень і знахідок. Перські і турецькі майстри інакше подавали нечасті портретні зображення, їх персонажі інакше сидять і інакше поводяться на площинах малюнків. Аркуш дійшов пошкодженим, розрізаним навпіл. Частка зображення втрачена ( неповно зберігся букет квітів на тлі і кут малюнка праворуч). Портретне зображення доповнене арабським написом, як на тогочасних арабських мініатюрах.